# Orphnus capensis
Orphnus capensis är en skalbaggsart som beskrevs av Rudolph Petrovitz 1971. Orphnus capensis ingår i släktet Orphnus och familjen Orphnidae. Inga underarter finns listade i Catalogue of Life.